# Walter d’Arcy Ryan
Walter d’Arcy Ryan (* 17. April 1870 in Kentville, Kanada; † 14. März 1934 in Schenectady) war ein US-amerikanischer Lichtgestalter.

## Leben
Seine Eltern waren James William Ryan und Mary Josephine Rafuse. Er arbeitete bei General Electric, zuerst in Lynn, Massachusetts bei der sogenannten Commercial Department (Kommerziellabteilung) und ab 1908 als Leiter des Illuminations-Laboratoriums in Schenectady.
1907 baute er die erste volle Beleuchtung der Niagarafälle. Im Jahre 1909 war er für die Illuminationen der Hudson-Fulton Ausstellung zu New York verantwortlich.
Er schuf auch Illuminationen zur Ausstellung in Rio de Janeiro, der Washington Arms Conference, dem Silver Jubilee von New York, dem Altar of Victory in Chicago, dem Republic Eagle Sunburst in Kansas City und der Weltausstellung 1933 in Chicago. Die Krönung war die Illumination bei der Panama-Pacific Exhibition 1915 in San Francisco zur Eröffnungsfeier des Panamakanals. Den Tower of Jewels behängte er mit über 100.000 handgeschnittenen Glaskristallen aus Österreich. Im Ersten Weltkrieg arbeitete er an Suchscheinwerfern. 1925 entwarf er für das San Francisco Diamond Jubilee Festival die Dragon street lamps.